# XXIVe siècle
Le XXIVe siècle (ou 24e siècle) de l'ère commune commencera le 1er janvier 2301 et finira le 31 décembre 2400.
Il s'étend entre les jours juliens 2 561 482,5 et 2 598 007,5,.

## Calendrier

### Types d'années
| Décennies | … 0 | … 1 | … 2 | … 3 | … 4 | … 5 | … 6 | … 7 | … 8 | … 9 |
| --------- | --- | --- | --- | --- | --- | --- | --- | --- | --- | --- |
| 230 …     | G   | F   | E   | D   | CB  | A   | G   | F   | ED  | C   |
| 231 …     | B   | A   | GF  | E   | D   | C   | BA  | G   | F   | E   |
| 232 …     | DC  | B   | A   | G   | FE  | D   | C   | B   | AG  | F   |
| 233 …     | E   | D   | CB  | A   | G   | F   | ED  | C   | B   | A   |
| 234 …     | GF  | E   | D   | C   | BA  | G   | F   | E   | DC  | B   |
| 235 …     | A   | G   | FE  | D   | C   | B   | AG  | F   | E   | D   |
| 236 …     | CB  | A   | G   | F   | ED  | C   | B   | A   | GF  | E   |
| 237 …     | D   | C   | BA  | G   | F   | E   | DC  | B   | A   | G   |
| 238 …     | FE  | D   | C   | B   | AG  | F   | E   | D   | CB  | A   |
| 239 …     | G   | F   | ED  | C   | B   | A   | GF  | E   | D   | C   |

## Évènements astronomiques prévus auXXIVesiècle

### Liste des longues éclipses totales de Soleil
- 9 juin 2309 : Éclipse totale de Soleil[3], (6 min 30 s), du saros 142.
- 20 juin 2327 : Éclipse totale de Soleil[4], (6 min 21 s), du saros 142.
- 30 juin 2345 : Éclipse totale de Soleil[5], (6 min 07 s), du saros 142.
- 12 juillet 2363 : Éclipse totale de Soleil[6], (5 min 51 s), du saros 142.
- 22 juillet 2381 : Éclipse totale de Soleil[7], (5 min 33 s), du saros 142.
- 2 août 2399 : Éclipse totale de Soleil[8], (5 min 14 s), du saros 142.

### Autres phénomènes
- 11 septembre 2307 : à 22:50 UTC, Vénus occultera Uranus.
- 2313 : Triple conjonction Mars-Jupiter.
- 2319 : Triple conjonction Mars-Saturne.
- 4 juin 2327 : à 00:54 UTC, Vénus occultera Mars.
- 8 octobre 2335 : à 14:51 UTC, Vénus occultera Jupiter.
- 7 avril 2351 : à 17:22 UTC, Mercure occultera Uranus.
- 13 décembre 2360 : Transit de Vénus.
- 10 décembre 2368 : Transit de Vénus.
- 2388 : Triple conjonction Mars-Saturne.
- 11 mai 2391 : Transit partiel de Mercure.
- 17 novembre 2400 : Vénus occultera Antarès. 
 Dernière occultation d'Antarès par Vénus le 17 septembre 525 av. J.-C.[réf. souhaitée]

## Liens avec la science-fiction

### Littérature
- Le roman 2312 de Kim Stanley Robinson a lieu en 2312.
- Le roman Bis zum Nullpunkt des Seins de Kurd Lasswitz se passe en 2371.
- Le roman Bikini Planet de David Garnett prend place dans le début du 24e siècle.
- Le roman The Fall Fortunate de Raphaël Carter se passe dans ce siècle.
- Le roman Les Monades urbaines de Robert Silverberg a lieu en 2381.
- Le roman Fahrenheit 451 de Ray Bradbury a lieu au XXIVe siècle.
- Dans le roman Doctor Who, The Stone Rose, Vanessa vient de l'année 2375.
- Les romans L'Étoile de Pandore et L'Étoile de Pandore : Judas démasqué de Peter F. Hamilton se passent dans le 24e siècle.

### Films
- Le film Alien, la résurrection, réalisé par Jean-Pierre Jeunet, se déroule en 2381.
- Le film Big Wars se déroule au 24e siècle.
- Une partie du film Cloud Atlas se passe en 2321.
- Les films Star Trek, Star Trek : Générations, Star Trek : Premier Contact, Star Trek : Insurrection, et Star Trek : Nemesis se passent dans le 24e siècle.

### Télévision
- Les séries Star Trek, La Nouvelle Génération, Deep Space Nine, Voyager et Star Trek : Picard se passent au 24e siècle.

### Bandes-dessinées
- Le type de gouvernement du monde de la série de la bande dessinée Valérian et Laureline, dont la Terre d'alors est Galaxity, prend sa source en 2314 ; à la suite des âges obscurs qui commencèrent au cataclysme de 1986.
- Dans le Marvel Comic "Hercule, Prince of Power", Zeus tue son fils Arès en 2381.

### Jeux vidéo
- Une partie importante du jeu de rôle Chrono Trigger se passe dans un monde post-apocalyptique en l'année 2300.
- La séquelle du jeu 5 Days A Stranger, 7 Days A Skeptic, se déroule sur une semaine en 2386.
- Beaucoup de jeux basés sur l'univers de Star Trek ont lieu dans le XXIVe siècle.
- Dans les jeux StarCraft, 40 000 êtres humains sont exilés de la Terre en 2309. Ils atteignent le secteur de Koprulu sur le Galactic Rim en 2337. Échoués sur trois mondes distincts, ils sont réunis en 2397.
- La série de jeux Descent: FreeSpace se déroule de 2335 à 2367.
- Le jeu Edge of Chaos: Independence War 2 se déroule dans les années 2378 et 2393.
- Les jeux d'ordinateur The Journeyman Project et The Journeyman Project: Buried in Time se passent dans le 24e siècle.
- Le jeu Terra Nova: Strike Force Centauri a lieu en 2327.
- Le jeu de FPS tactique Unreal Tournament se passe de 2341-2362.
- Le jeu Gain Ground se passe en 2348.
- Le personnage R.A.X. Coswell du jeu vidéo Eternal Champions vient de l'année 2345.
- Le jeu Operation: Matriarchy se déroule autour de 2350.
- Le niveau "Robot Factory" du jeu TimeSplitters 2 se situe en 2315.
- La série de jeux Killzone se déroule dans les années 2350-2352.
- Les jeux Jak 2 : Hors-la-loi et Jak 3 ont lieu dans les années 2303 et 2304.
- Le prologue de Dead Space 3 se passe le 18 juin 2314.